# Tanyochraethes
Tanyochraethes is een kevergeslacht uit de familie van de boktorren (Cerambycidae). De wetenschappelijke naam van het geslacht werd voor het eerst geldig gepubliceerd in 1965 door Chemsak & Linsley.

## Soorten
Tanyochraethes omvat de volgende soorten:
- Tanyochraethes anthophilus (Chevrolat, 1860)
- Tanyochraethes cinereolus (Bates, 1892)
- Tanyochraethes clathratus (Chevrolat, 1860)
- Tanyochraethes hololeucus (Bates, 1892)
- Tanyochraethes minca Galileo & Martins, 2007
- Tanyochraethes ochrozona (Bates, 1885)
- Tanyochraethes smithi Chemsak & Linsley, 1965
- Tanyochraethes tildeni Chemsak & Linsley, 1965
- Tanyochraethes truquii (Chevrolat, 1860)